# Dekanat czauski
Dekanat czauski – jeden z ośmiu dekanatów wchodzących w skład eparchii mohylewskiej i mścisławskiej Egzarchatu Białoruskiego Patriarchatu Moskiewskiego.

## Parafie w dekanacie
- Parafia św. Mikołaja Cudotwórcy w Błagowiczach
  - Cerkiew św. Mikołaja Cudotwórcy w Błagowiczach
- Parafia Wniebowstąpienia Pańskiego w Czausach
  - Cerkiew Wniebowstąpienia Pańskiego w Czausach
- Parafia św. Katarzyny w Gorbowiczach
  - Cerkiew św. Katarzyny w Gorbowiczach
- Parafia św. Michała Archanioła w Jezierach
  - Cerkiew św. Michała Archanioła w Jezierach
- Parafia Opieki Matki Bożej w Leciagach
  - Cerkiew Opieki Matki Bożej w Leciagach
- Parafia św. Piotra i św. Pawła w Leśnej
  - Cerkiew św. Piotra i św. Pawła w Leśnej
- Parafia Narodzenia Najświętszej Maryi Panny w Sławogradzie
  - Cerkiew Narodzenia Najświętszej Maryi Panny w Sławogradzie
- Parafia Opieki Matki Bożej w Wieremiejkach
  - Cerkiew Opieki Matki Bożej w Wieremiejkach
- Parafia św. Genadiusza Mohylewskiego w Wołkowiczach
  - Cerkiew św. Genadiusza Mohylewskiego w Wołkowiczach

## Galeria

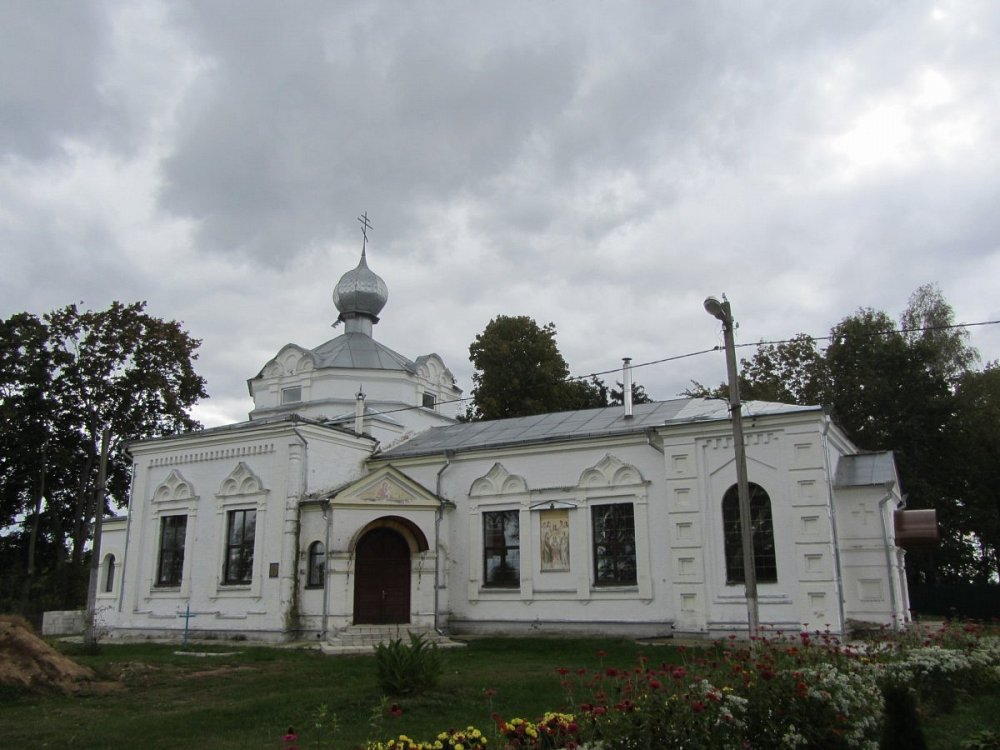
Cerkiew św. Mikołaja Cudotwórcy w Błagowiczach
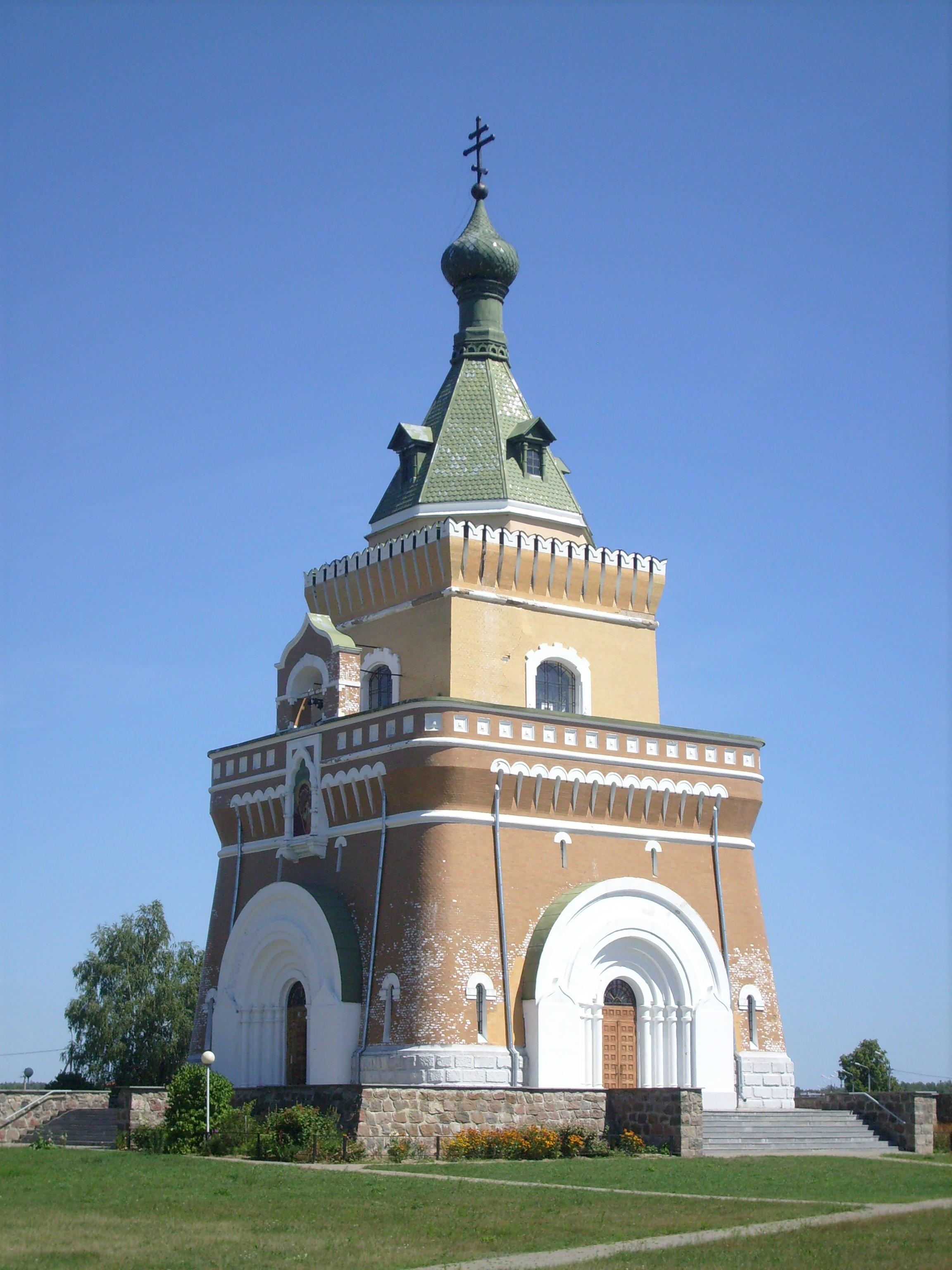
Kaplica św. Piotra i św. Pawła w Leśnej
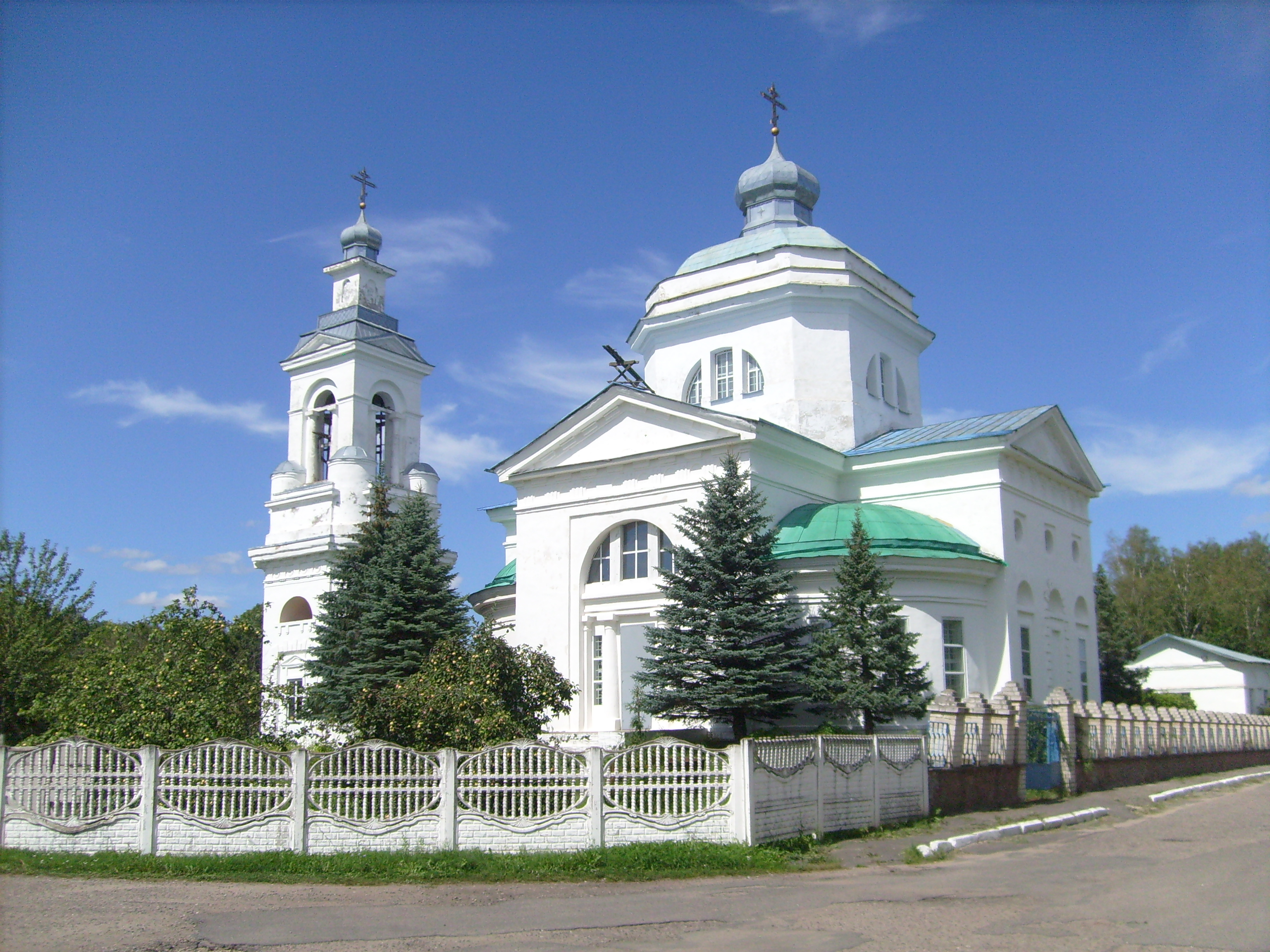
Cerkiew Narodzenia Najświętszej Maryi Panny w Sławogradzie